# Stalagmosoma cynanki
Stalagmosoma cynanki är en skalbaggsart som beskrevs av Hippolyte Louis Gory och Achille Rémy Percheron 1833. Stalagmosoma cynanki ingår i släktet Stalagmosoma och familjen Cetoniidae. Inga underarter finns listade i Catalogue of Life.